# Karma (сингл Ллойда Бенкса)
«Karma» — третій сингл з дебютного студійного альбому репера Ллойда Бенкса The Hunger for More. На версіях для радіо та відеокліпу присутній Avant, а на альбомній версії — Кевін Коссом. У пісні використано семпл з треку Наталі Коул «Inseparable».

## Відеокліп
Режисер відео: Little X. У ньому знялася KD Aubert. Наприкінці відеокліпу на екрані з'являються перешкоди й Тоні Єйо починає читати свій куплет з пісні «Ain't No Click».

## Чартові позиції
| Чарт (2004)           | Найвища позиція |
| --------------------- | --------------- |
| Billboard Hot 100     | 17              |
| Hot Rap Songs         | 6               |
| Hot R&B/Hip-Hop Songs | 9               |